# 成田線
成田線（日语：／ Narita sen */?），是一條位于日本千葉縣的铁路线路，屬於東日本旅客鐵道（JR東日本）的幹線，包含以下区段：
- 佐倉站（佐倉市）－松岸站（銚子市）之間的本線[1][b]
- 我孫子站（我孫子市）－成田站（成田市）之間的支線（通稱「我孫子支線」）[1][c]
- 成田站－成田機場站之間的支線（通稱「機場支線」，全线位于成田市）[1]

## 路線資料
成田线本线从总武本线佐仓站向北分支，途经成田站，沿利根川南岸，再于松岸站与总武本线合并，其中佐仓站至松岸站区间的营业里程比总武本线长13.4公里。成田线的正式起点站为佐仓站，但为了防止乘客误乘总武本线成东站方向的列车，千叶站以东的旅客指示标志，包括列车方向幕在内，均使用“成田线”名称。
机场支线始于成田站以北2公里的本线分岔点，途经机场第2候机楼站到达成田机场站。从成田站分岔至我孙子站的支线没有正式的昵称或通称，但有时为与本线或机场支线区分开，一般称为“我孙子支线”，该线也有与直通运行的常磐线快速（以及上野东京线）区间并称为“常磐・成田线”。2001年，JR东日本以我孙子支线全通100周年为契机，向市民募集线路昵称，得到“成田四季彩线”（なりたしきさいせん）和“水空线”（水空ライン）两个最终候补名称，同年4月6日富士电视台播出的《展示虎》节目中，在JR东日本相关人士、我孙子市长、沿线自治团体等的出席下，采纳“水空线”这一名称，但最终只有沿线自治团体使用，JR东日本的指示标志仍写作“成田线”。
我孙子支线全线为单线，各站均设有会让线。

### 线路信息
- 管轄、路線距離（營業距離）：全長119.1公里
  - 東日本旅客鐵道（第一種鐵道事業者）：過去，佐倉－成田－我孫子為本線，成田－松岸為支線（松岸線），但實際的運行系統改為現時模式。
    - 本線：佐倉－成田－松岸 75.4公里[1]
    - 我孫子支線：我孫子－成田 32.9公里[1]
    - 機場支線：成田－成田線分岐點 2.1公里[1]

  - 東日本旅客鐵道（第二種鐵道事業者）、成田機場高速鐵道（日语：成田空港高速鉄道）（第三種鐵道事業者）
    - 機場支線：成田線分岐點－堀之內信號場－成田機場 8.7公里[1]

  - 日本貨物鐵道（第二種鐵道事業者）：
    - 佐倉－香取（43.6公里）
- 運轉指令所（日语：運転指令所）：千葉總合指令室（成田指令、CTC）
  - 運轉取扱站（車站控制信號、管理運行）：佐倉站、成田站、我孫子站

我孫子站附近由東京支社管轄，全線由千葉支社管轄。千葉支社與東京支社的邊界位於我孫子－東我孫子之間佐倉起43公里的地點（常磐線天王台站南方附近）。
2009年3月14日起，成田线成田站－松岸站间被纳入旅客營業規則所规定之大都市近郊區間的「東京近郊區間」，并被纳入IC乘車卡「Suica」的首都圈地域內。此外，为了与京成本线竞争，成田站－我孙子支线－我孙子站－常磐线－日暮里站－东北本线－上野站区间设有特定区间运价。

## 历史

### 成田铁道时期
成田线的最初历史与總武鐵道密切相关。1889年1月成立的总武铁道株式会社，于次年2月申请修建铁路，为了争取陆军的支持，采用了经过国府台、津田沼、佐倉等军营所在地的路线，1894年7月20日，总武铁道开通。
在甲午战争爆发后，总武铁道被用作兵员运输，军方由此对佐原方向的铁路产生兴趣。同年，下总铁道成立，并在7月25日获得佐仓－佐原间的临时许可。下总铁道在1895年8月22日更名为成田铁道株式会社，同年11月27日获得铁道铺设许可证。
1897年1月19日，成田铁道佐仓站－成田站区间开通，并在佐仓站与总武铁道连接。12月29日，成田站－滑河站区间开通。1898年2月3日，滑河站－佐原站区间开通，至此线路延伸至最初计划的终点。1902年7月1日，久住站开通。成田铁道在1898年6月29日获得佐原站－小见川站区间的建设许可，但许可证在1901年7月15日因工程竣工期限已过而返还。
1901年，成田站－我孙子站区间（现在的我孙子支线）开通，其中成田站－安食站区间在2月2日开通，安食站－我孙子站区间在4月1日开通，松崎站和小林站在8月10日启用。这一支线是将1896年成立的关东铁道（1897年与成田铁道合并，与现在的關東鐵道无关）所申请的成田－川越建设许可缩短为成田－我孙子，作为成田铁道的延长线建设的，将成田街道支线（松崎街道、县道18号）的成田山新胜寺－安食－木下段、铫子街道我孙子－木下段沿线地区，与日本鐵道海岸線 (现在的常磐线)连接。
1902年3月1日，成田铁道与日本铁道开通上野站－成田站区间的直通列车，直通列车从4月9日起加挂日本最早的附茶室一等客车，设有转椅和桌子，并售卖啤酒、咖啡、水果，还配有报纸和杂志。1904年3月20日，成田铁道与总武铁道开通成田站－本所站（现在的錦糸町站）的直通列车。
1906年在日俄戰爭衝擊下，鐵道國有化的呼聲提高，同年《鐵道國有法》頒布，日本开始推动铁路国有化，成田铁道原本被列入，但包括成田铁道在内的15家追加收购私铁被贵族院从名单删除，因此成田铁道没有被收购，在1910年之后以私设铁道身份继续存在。
1918年3月27日，成田铁道被改认定为轻便铁道。不过成田铁道仍在1920年9月1日被铁道省收购国有化，成田站－我孙子站间、成田站－佐原站间被称为成田线，鐵道省接管8辆机车、62辆客车、98辆货车，松崎站更名为下总松崎站。

### 国有化后
在国有化之后，鐵道省将成田线本線定为佐倉 - 成田 - 我孫子，成田 - 佐原，之后延伸为成田 - 松岸则是支线，主、支线地位与现在相反。
1922年在立憲政友會推动下，日本开始在全国范围大量铺设地方线路，其中包括佐原 - 松岸间的佐松線铁路建设，不过佐原 - 松岸间铁路建设导致地方上对于线路走向、设站位置的争端。
1926年4月1日，大户站开通。1931年11月10日，佐原站－笹川站区间开通。1933年3月11日，笹川站－松岸站区间开通，成田线与總武本線连接，形成现在的线路形态。另外在1923年关东大地震之后总武本线于修复时进行千叶站以西复线化，但千叶站以东和成田线仍然维持单线、蒸汽机车牵引。
1938年6月29日，受暴雨影响，我孙子站－湖北站区间线路被淹，成田线一度全面停运。1944年4月1日，依据决战非常措施要纲，成田线（佐仓站－松岸站间）列车的二等车被废止。
1957年4月1日，郡站更名为下总神崎站。1958年4月1日，新木站开通。

### 成田线与成田机场
1960年代新东京国际机场（成田国际机场）计划启动后，总武本线将电化、复线化区段推进至佐仓站。1966年，内阁会议决定在以成田市为中心的地区兴建机场，成田线的重要性大幅提升，因此决定将电气化、复线化区段推进至成田站。1967年12月21日，临时新东京国际机场阁僚协议会决定的“关于新东京国际机场关联事业计划”中，确定以成田机场1971年启用为目标，推动成田线佐仓站－成田站间的复线化整备。
1968年2月25日，佐仓站－成田站间自动信号化。1970年6月1日，成田站－佐原站间自动信号化。6月5日，佐原站－水乡站间自动信号化。1974年2月14日，水乡站－松岸站间自动信号化。1970年7月15日，成田站－香取站间引进调度集中系统（CTC）。10月1日，佐仓站－成田站－我孙子站间引进CTC。1974年3月15日，香取站－松岸站间引进CTC。1968年3月28日，佐仓站－成田站间完成电气化。1973年9月28日，成田站－我孙子站间完成电气化。1974年10月26日，成田站－松岸站间完成电气化。
1973年9月29日，本佐仓信号场、并木信号场启用，本佐仓信号场－酒酒井站－并木信号场区间完成复线化，而成田线本线其他区段（佐仓站－本佐仓信号场、并木信号场－成田站）则在1986年2月24日完成复线化，两个信号场同步废除。

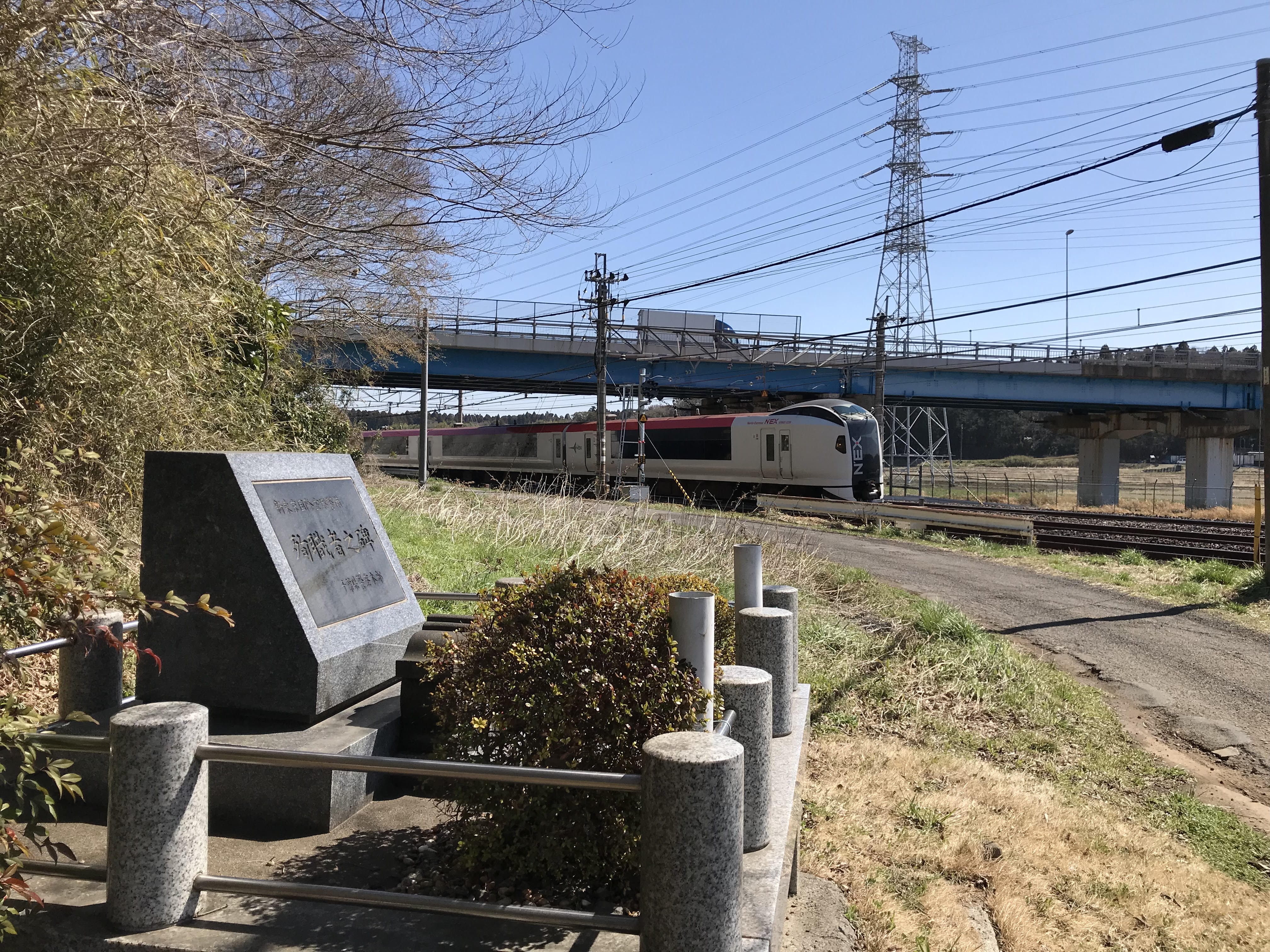
在暂定运输警备中因直升机坠毁而殉职的铁道公安职员和警察的慰灵碑

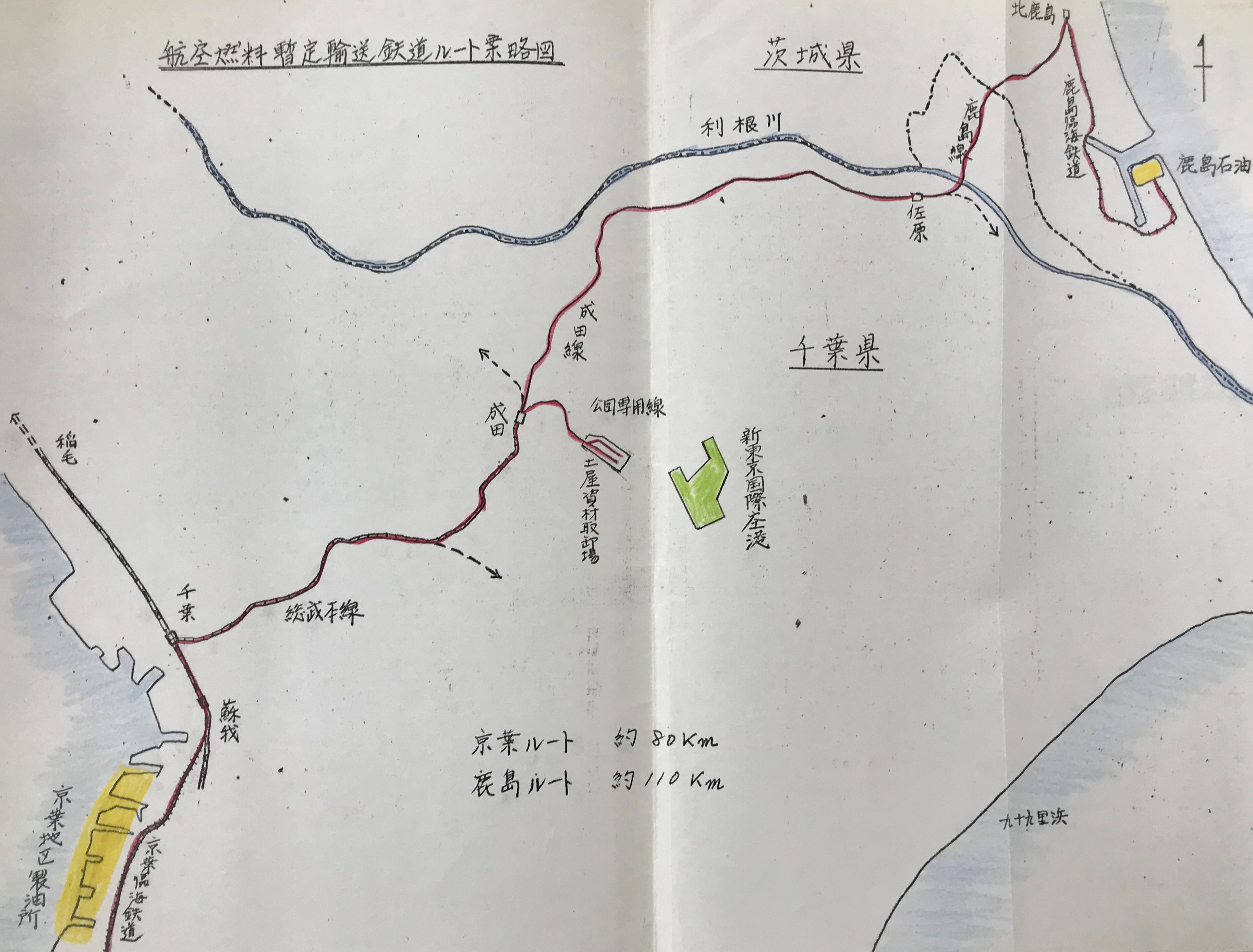
航空燃料暂定输送铁道路线

此外，在1983年8月8日连接千叶港和成田机场的输油管道正式启用前，成田线也属于千叶港和鹿岛港至成田市土屋翼基地的航空燃料铁路运输通道（暂定输送）的一部分。为警戒反对机场建设的过激派袭击运输燃料的列车，沿线有铁道公安职员和警察巡逻，1978年6月19日，一架巡逻直升机在佐仓市内的成田线沿线坠毁。1979年10月10日早上，久住站－滑河站间的大菅道口附近的路轨出现接头螺栓、枕木道钉被拔的事件，同一地点在同日深夜发生运送燃料的列车遇袭事件，柴油机车被破坏。
由于铁路货运萎缩，1984年2月1日，成田站－我孙子站间的货物营业废止。1986年11月1日，香取站－松岸站间的货物营业废止。

### 国铁分割民营化后

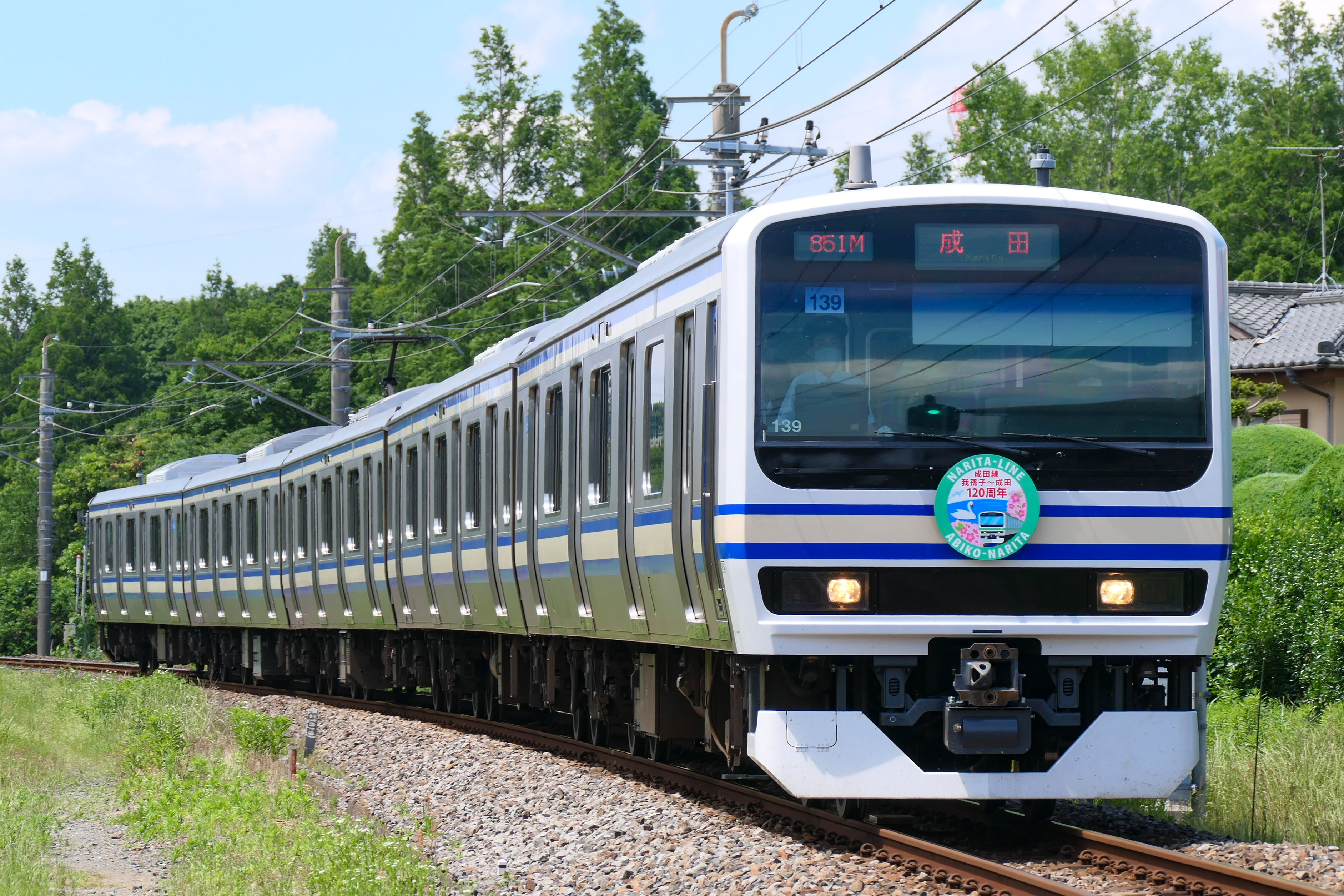
成田线开业120周年纪念列车
（E231系0番台マト139编成）

1987年4月1日国铁分割民营化后，成田线被东日本旅客铁道继承。根据当時運輸省JR事業基本計画成田线定为「佐倉到松岸，及自成田分岐到我孫子」主、支线地位转变，成田到我孫子路线开始被称呼为我孫子支线。
由于担心成田国际机场没有直通的轨道交通而被称为“世界第一不便的国际机场”，按照时任运输大臣石原慎太郎的指示，运输省内部自1980年代中期开展实际研究，并利用停工的成田新干线（东京站－成田机场站间）部分路基建设机场支线。机场支线在1991年3月19日开通，成田线和京成线的列车开始跨线运营至机场航站楼（参见成田空港高速铁道）。开通初期只有成田机场站运营，直至1992年12月3日第2航站楼启用3天前，开通机场第2候机楼站。机场支线开通后，成田线通过与总武本线直通运转，开行特急成田特快列车，千叶站始发的列车数也有所增加。成田线和京成本线在1960年代后期至1990年代初期的机场建设反对运动中多次遭遇妨害行为，直至1991年政府和机场向居民妥协后才趋于消退。
1994年10月28日，佐仓站－成田站间开始使用ATS-P，此前机场支线在开通之初便已引进CTC和ATS-P。1997年，我孙子支线部分区段开始复线化工程，但项目在用地收购阶段就被冻结。1997年3月22日，成田站－松岸站间的普通列车全面禁烟。
2000年3月12日，成田站－我孙子站间开始使用ATS-P。2009年3月14日，因京成成田机场线接入需要，成田线废除根古屋信号场，并在机场第2航站楼附近启用堀之内信号场替代。2010年2月14日，成田站－松岸站间开始使用ATS-P。
2015年3月14日，上野东京线开通，我孙子支线开始与常磐线和东海道本线直通运转，部分列车在品川站始发终到。2018年4月15日，作为成田市都市计划道路事业的一环，成田站－下总松崎站间部分区间（成田汤川站附近）切换至新线运行。
2021年3月13日，佐原站－香取站间运行的E131系列车（鹿岛线直通）开始实行一人控制，此后一人控制区间在2022年3月12日延长至成田站。4月30日，为纪念我孙子支线开业120周年，成田线开行纪念列车，从横须贺线调来一组E231系（マト139编成）列车，并将色带改为以113系涂装为形象的色带，一直运营到5月底。

### 事故

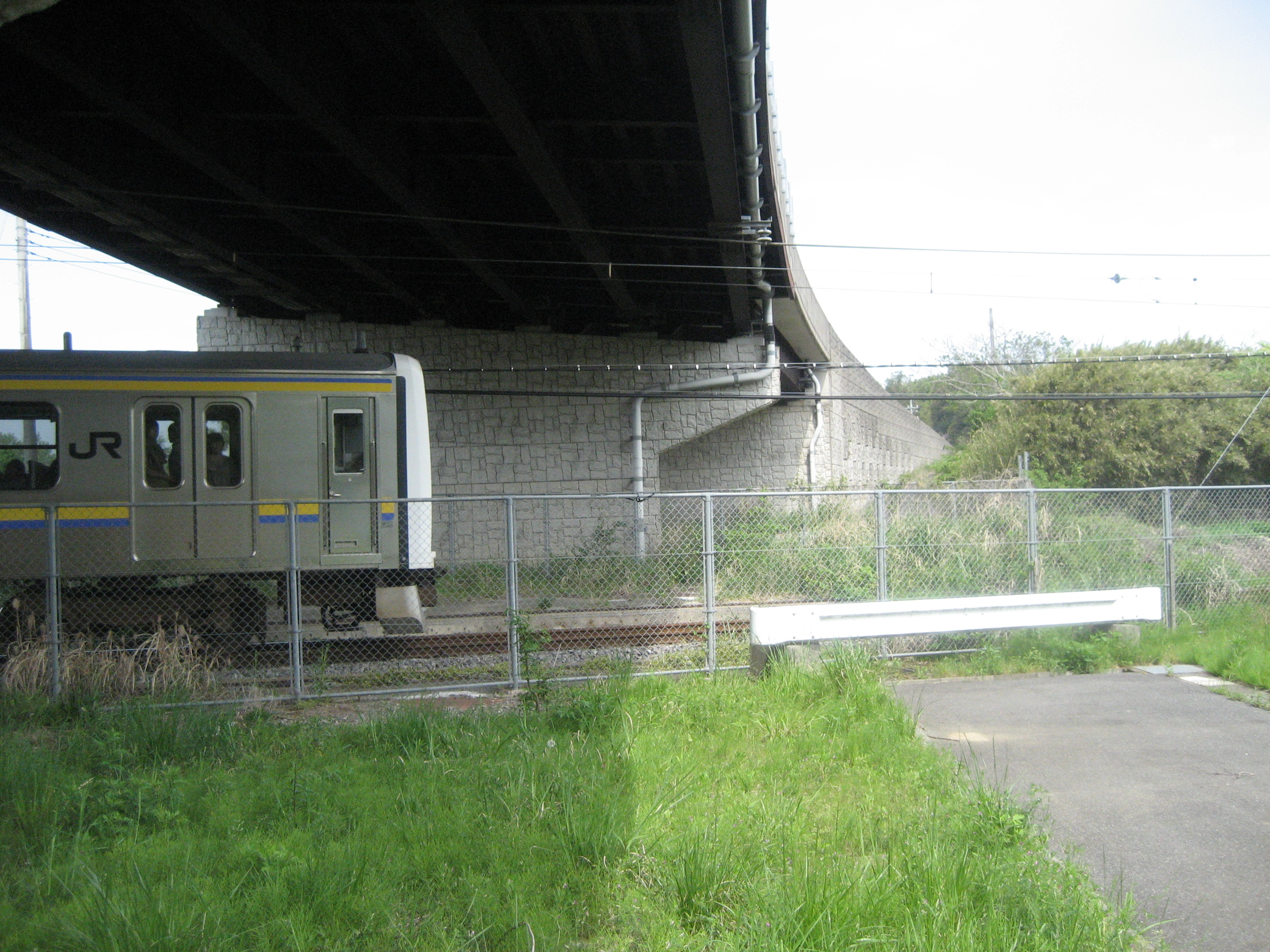
立体交叉化的大菅跨线桥和成田线的立交部分（列车前端可见到平交道口的遗迹）。

1992年9月14日下午4时，在成田线久住站－滑河站间的大菅道口，一列千叶发车前往佐原的普通列车1457M次与超载的翻斗车相撞，列车驾驶员在送医途中死亡。此次事故后，为保护列车驾驶员免受道口事故伤害，JR针对没有采用正面防护结构的113系、115系、165系车型，在部分列车上加装了补强板，并在209系以后的车型上设置驾驶室撞击缓冲区。事故后的1998年2月25日，大菅道口完成立交化，道口废止。（详见成田线大菅道口事故）

## 运行形态

### 本线
普通列车方面，中午上行方向半数列车以及其他时段的列车跨线至总武本线千叶站，中午的列车大多以成田站和总武本线铫子站为始发终到站。快速列车从横须贺·总武快速线经过千叶站进入本线，部分直通成田机场站的列车经总武快速线（曾使用“Airport成田”的昵称，2018年3月17日调整时刻表后撤销）。为了与途经总武本线的鹿岛线列车区分开，总武线内的导向标志也将直通成田线的列车称为“成田线列车”。
作为机场联络轨道系统的一部分，本线大部分列车都是经由佐仓站－成田站、直通东京方向的成田机场列车，时刻表也以该目的为核心编制，并让成田机场方向的快速列车在成田站接续成田站－铫子站的普通列车。在部分时刻表中（例如交通新聞社发行的全国版指南针时刻表、MY LINE东京时刻表）会以成田线为重点刊载，即使是只在总武本线内的千叶站－四街道站、佐仓站之间开行的列车，也只会刊载在成田线的页面上，总武本线的页面上只刊载前往佐仓站以远的总武本线列车。
成田站－佐原站－铫子站间的普通列车每小时开行1至2对。千叶站－佐原站－铫子站间的普通列车最长为8节编组，鹿岛线直通列车则为2节或4节编组。
从香取站进入鹿岛线的直通列车大多在佐原站到发，但也有成田站到发的直通列车和东京方向的直通列车。鹿岛线过去曾开行特急列车“绫子号”，2004年10月16日与成田线特急列车“水合号”（すいごう）合并，每天两对（临时车次除外），分别从鹿岛神宫站和铫子站到发，2015年3月14日调整时刻表后取消。目前佐原站－鹿岛神宫站、铫子站之间的列车均为各站停车。
- 负责乘务员：千叶运输区（日语：千葉車掌区）、佐仓运输区（日语：佐倉車掌区）、铫子运输区（日语：銚子運輸区）、东京车长区（日语：東京車掌区）（仅特急列车）、东京电车区（日语：東京電車区）（仅特急列车）

### 机场支线
除了早晚高峰开行的3对普通列车外（8节编组209系），该区间行驶的图定列车只有特急成田特快和快速列车，所有列车停靠机场第2候机楼站和成田机场站。去往成田机场的列车不在佐仓站、成田站到发，均为总武本线直通列车。机场支线在中午时段每小时开行1至2对成田特快列车、1至2对快速列车，并有同样前往成田机场的京成电铁跨线列车，包括特急“Skyliner”3对、途经京成本线的快速列车3对、途经成田机场线的特快列车1至2对，京成线的列车明显多于JR的列车。2022年3月时刻表调整前，总武快速线每小时有一对通勤快速列车直通机场支线。
- 负责乘务员：千叶运输区（日语：千葉車掌区）、佐仓运输区（日语：佐倉車掌区）、铫子运输区（日语：銚子運輸区）、东京车长区（日语：東京車掌区）、东京电车区（日语：東京電車区）

### 我孙子支线
我孙子支线内除了我孙子站－成田站间的列车外，也有常磐线快速列车直通运行，但与本线（佐仓、佐原方向）和机场支线之间没有图定列车运行，因此实质上作为常磐线的一部分来运行。按照从起点到终点的下行列车的定义，我孙子方向为“下行”，但实际运营中将我孙子方向设为上行，成田方向为下行，我孙子到成田的列车编号也为表示下行的奇数，常磐线的直通列车会在我孙子站更换编号。
我孙子支线的图定列车均为各站停车（普通），没有中途站始发的区间车。除了线内运行的列车外，常磐线直通列车（常磐线内快速列车）工作日下行方向开行16班、周末及假日17班，上行方向开行20班，其中早晨上行方向2班，工作日夜间2班，下行方向18时至23时平均每小时1班（我孙子站发车，工作日19时发出2班，共7班，周末及假日20时不发车，共6班），均从品川站出发，经上野东京线。中午时段线内列车和常磐线直通列车每小时各1对。除日间时段外，直通列车大多会在我孙子站停靠较长时间，与先行的常磐线上行土浦、取手方向快速列车，以及后到的下行上野方向、经由上野东京线往品川方向快速列车接续换乘。尽管每天的列车种别和各种别的班次不同，我孙子支线内的运行时刻每天相同。此外在新年期间，为服务参拜成田山新胜寺的乘客，我孙子支线实行彻夜运营，开行约2对列车，也常有团体专用列车开行。2007年末至2008年夏季客流量较大时，上野站－我孙子站－成田站－成田空港站间会开行临时快速列车“Airport常磐”。
成田往上野方向的直通列车在车内广播和站内时刻表中均被称为“快速 上野方向”，乘客也将这些列车视为“快速”。上野站到发的部分列车及品川站到发的所有列车会在我孙子站增解编5节附属编组，在我孙子支线内均以10节基本编组运行。我孙子支线内没有多层列车开行。
我孙子支线沿线有我孙子市、印西市为中心的住宅群，沿线自治体以外的地区也有需求，但除了上午上行方向外，线路每小时只有2至3对列车，居民大多选择乘坐公共汽车或自驾至常磐线或北總鐵道北總線沿途车站乘车，我孙子支线的中间站客流较少，客流相对较多的湖北站、布佐站日客流量也只有约4000人，其中离常磐线天王台站只有15分钟步行距离的东我孙子站，以及有接驳天王台站和我孙子站的高密度公共汽车（阪東自動車）服务的湖北站，乘客流失较为严重。
1985年11月，以国电同时多发游击事件为契机，我孙子支线的驾驶员改由常磐快速线电车所属的松户运转区负责，车长则由松户车长区和成田车长区共同负责。国铁千叶动车工会举行罢工时，我孙子支线运行正常。
2012年3月17日，新设我孫子運輸区，接管松户车长区和松户运转区（均在前一天废止）和成田车长区的相关业务。

### 已取消列车

#### 快速（千叶站－铫子站）
1975年3月10日调整时刻表后，曾在千叶站－铫子站间开行快速列车，每天1对，为与东京站－千叶站间的“总武快速”区分开，称为“千叶快速”，列车在早上往上行方向，夜间往下行方向，停靠千叶站、四街道站、佐仓站、成田站、滑河站、下总神崎站、佐原站、小见川站、笹川站、下总丰里站、松岸站、铫子站。1978年10月2日调整时刻表后以降格为普通列车的方式废止。

### 货物列车
佐仓站－香取站之间每天有2对高速貨物列車行经，但由于成田线内没有JR货物的车站，没有货运业务。货物列车均为从香取站经鹿岛线到鹿岛临港线神栖站到发。久住站－香取站的会让设施将延长到发线长度，以满足长编组货物列车运行。

## 运用车辆
特急列车
- E259系（成田特快使用，隶属镰仓车辆中心）

普通、快速列车
- E217系（隶属镰仓车辆中心）
  - 横须贺·总武快速线直通列车使用，本线和机场支线的快速、通勤快速列车在久里滨站－东京站－成田机场站、鹿岛神宫站间运行，编组为15节（完整编组）或11节。以15编组运行时，列车在横须贺线久里滨站－逗子站以11节编组运行，在逗子站久里滨侧将4节车厢增解编，逗子站－佐仓站之间以15节编组运行，到佐仓站再次增解编，鹿岛神宫到发的列车为4节编组，剩下11节编组则去往成田机场。

- E235系1000番台
  - 横须贺・总武快速线直通列车使用，2020年12月21日开始在千叶站－成田机场站、鹿岛神宫站之间运行。

- 209系2000番台・2100番台（隶属幕张车辆中心）
  - 一般用于本线和机场支线普通列车，在千叶站－铫子站、成田机场站之间运行，为4、6或8节编组。2009年10月1日投入千叶站－铫子站区间运行，替代老化的113系列车。

- E131系（隶属幕张车辆中心）
  - 2021年3月13日投入运营，用于成田线与鹿岛线直通列车（佐原站－鹿岛神宫站间），也在成田站－佐原站间部分车次使用。全区间实行一人控制。

- E231系（隶属松户车辆中心）
  - 只在我孙子支线运用，与常磐线快速列车共用，以5节或10节编组运行。

临时列车
- E257系500番台（2015年3月13日前也在特急“绫子号”上定期运用。隶属幕张车辆中心）
- 255系（2015年3月13日前，也作为特急“绫子号”的代用车辆。隶属幕张车辆中心）
- 209系2200番台（用于团体专用的自行车列车“B.B.BASE”。隶属幕张车辆中心）
- E257系0番台（用于仅在1月运行的临时快速列车“成田山初诣青梅号”和“成田山初诣山梨号”。隶属松本车辆中心）
- 185系（用于仅在1月运行的临时快速列车“成田山初诣横须贺号”、“成田山初诣伊东号”、“成田山初诣武藏野号”以及团体列车等。隶属大宫综合车辆中心）

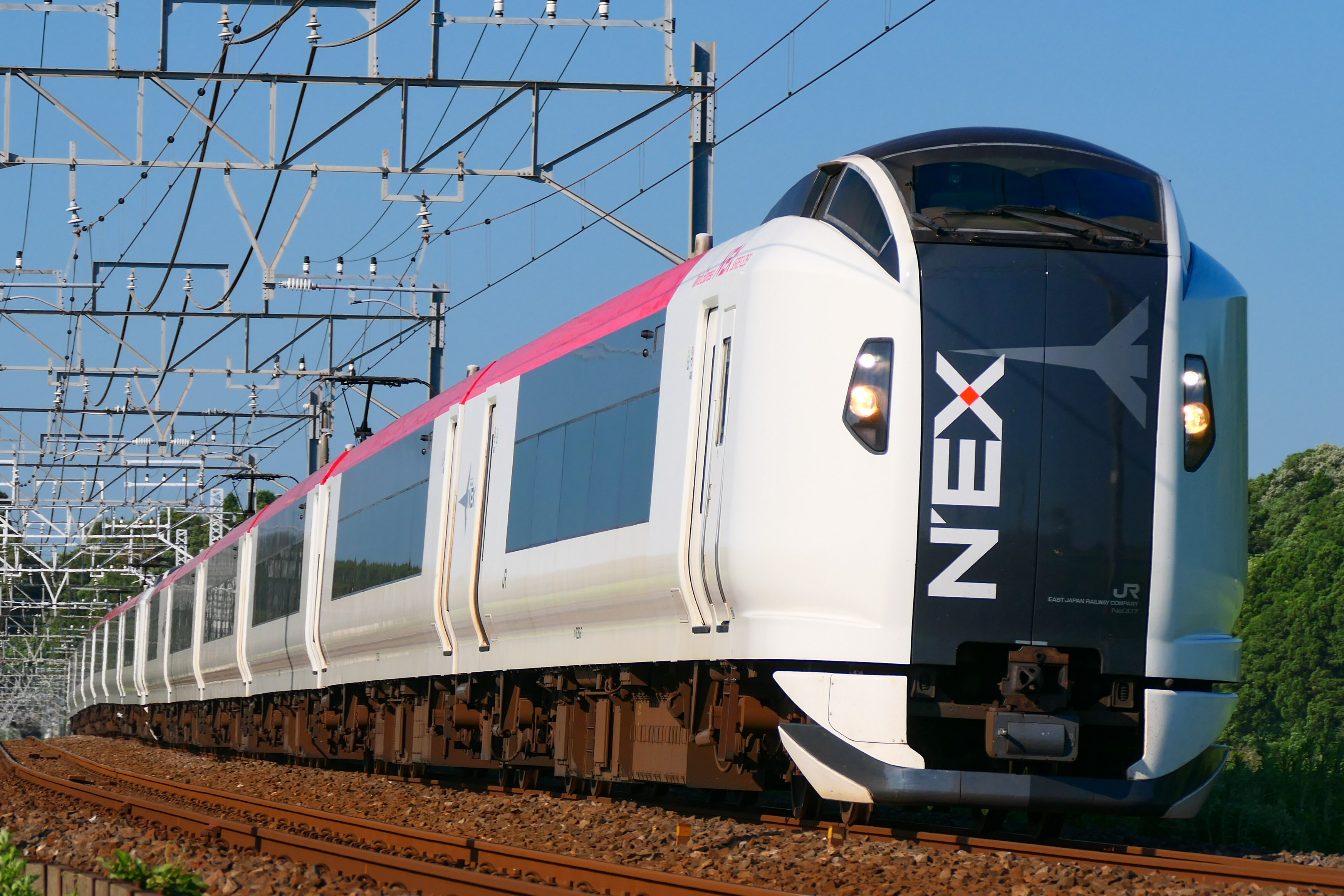
E259系
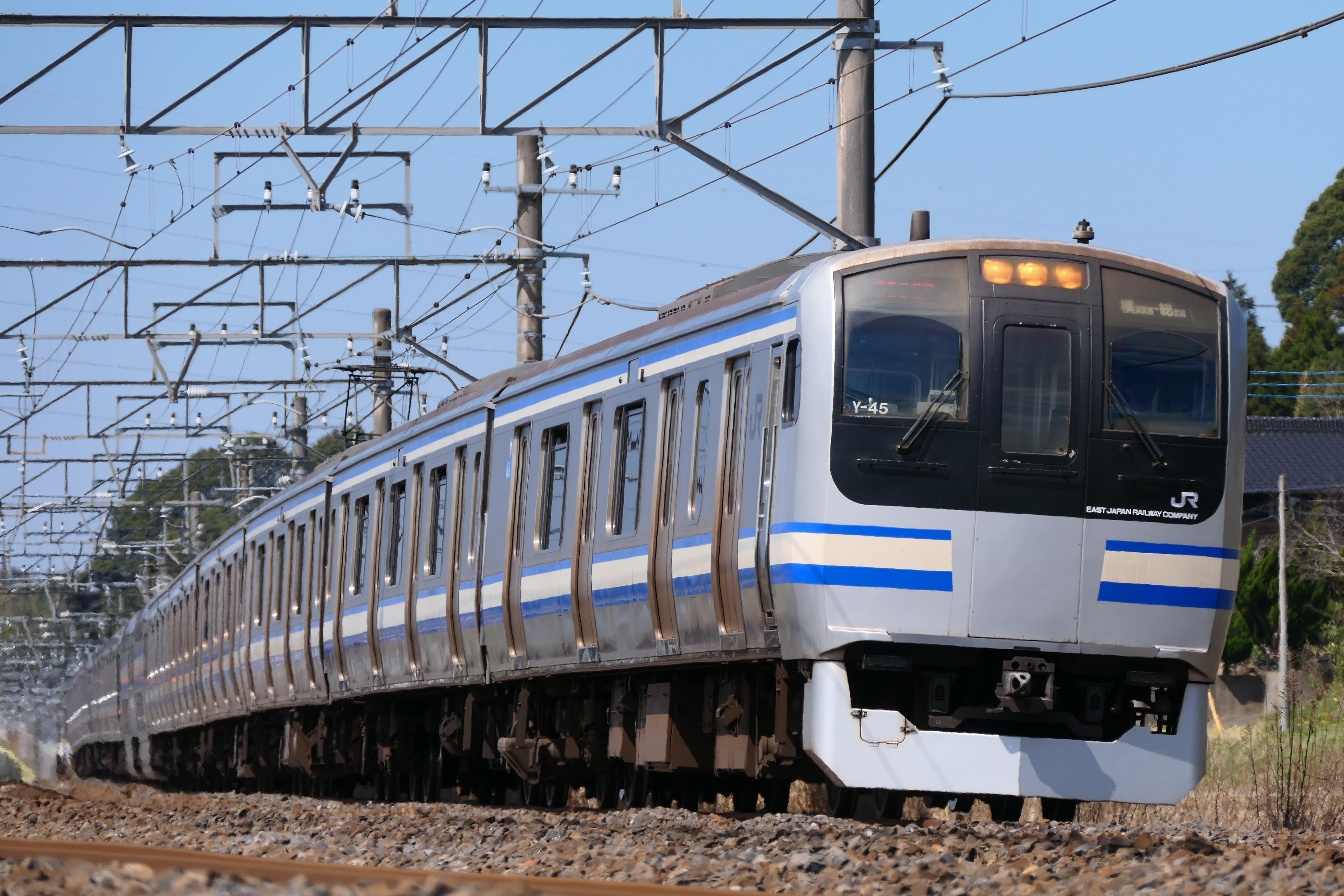
E217系
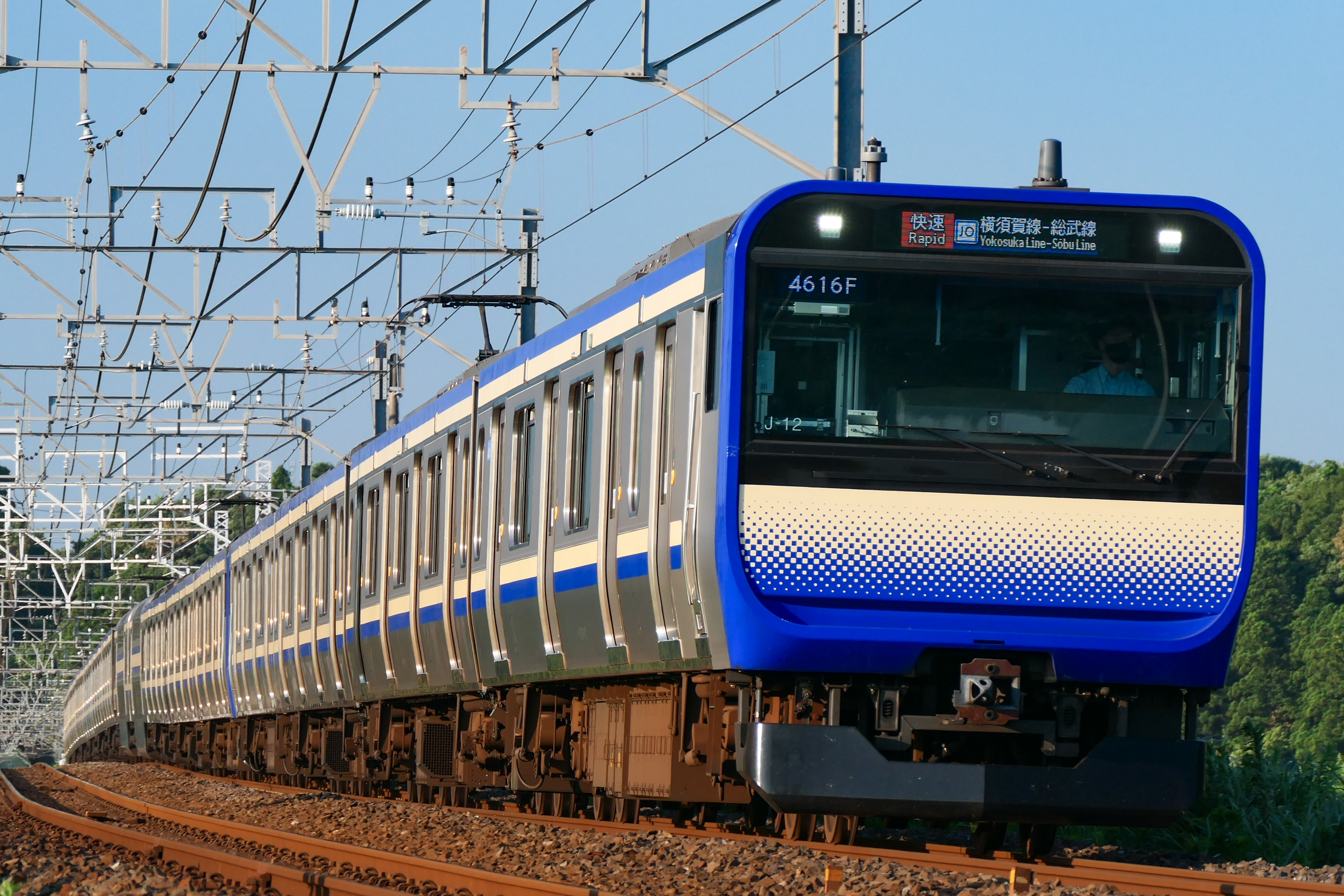
E235系1000番台
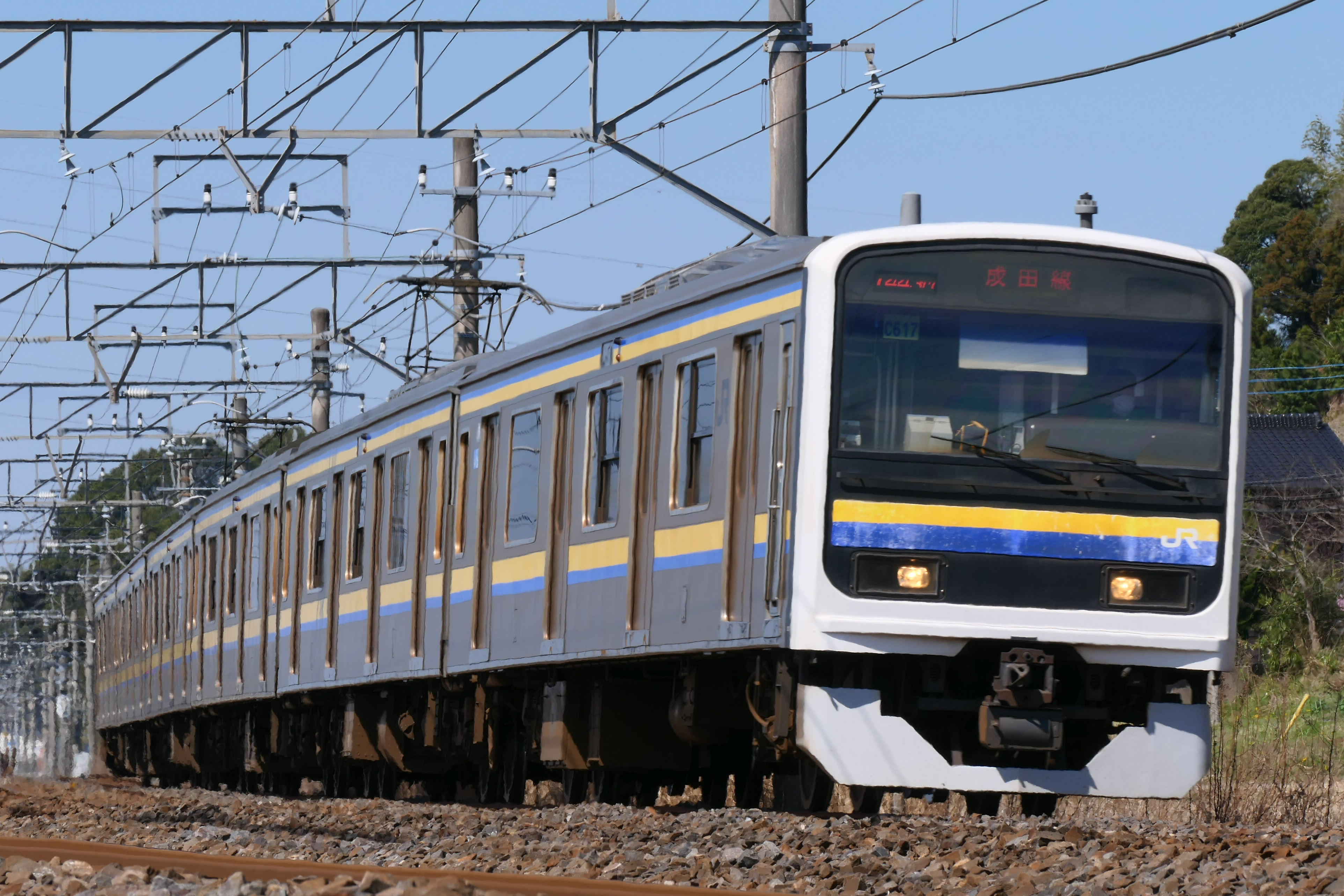
209系2000番台・2100番台
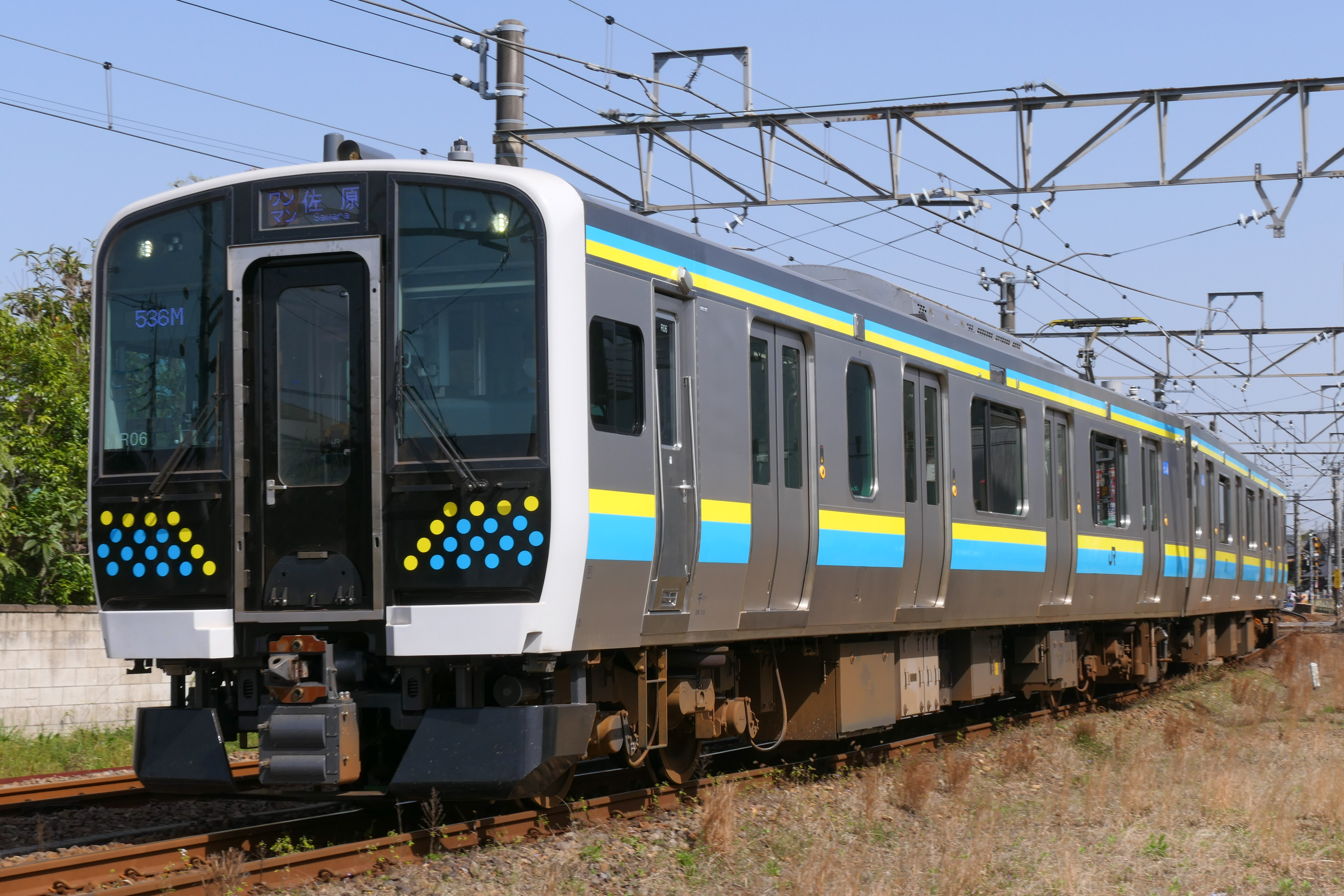
E131系
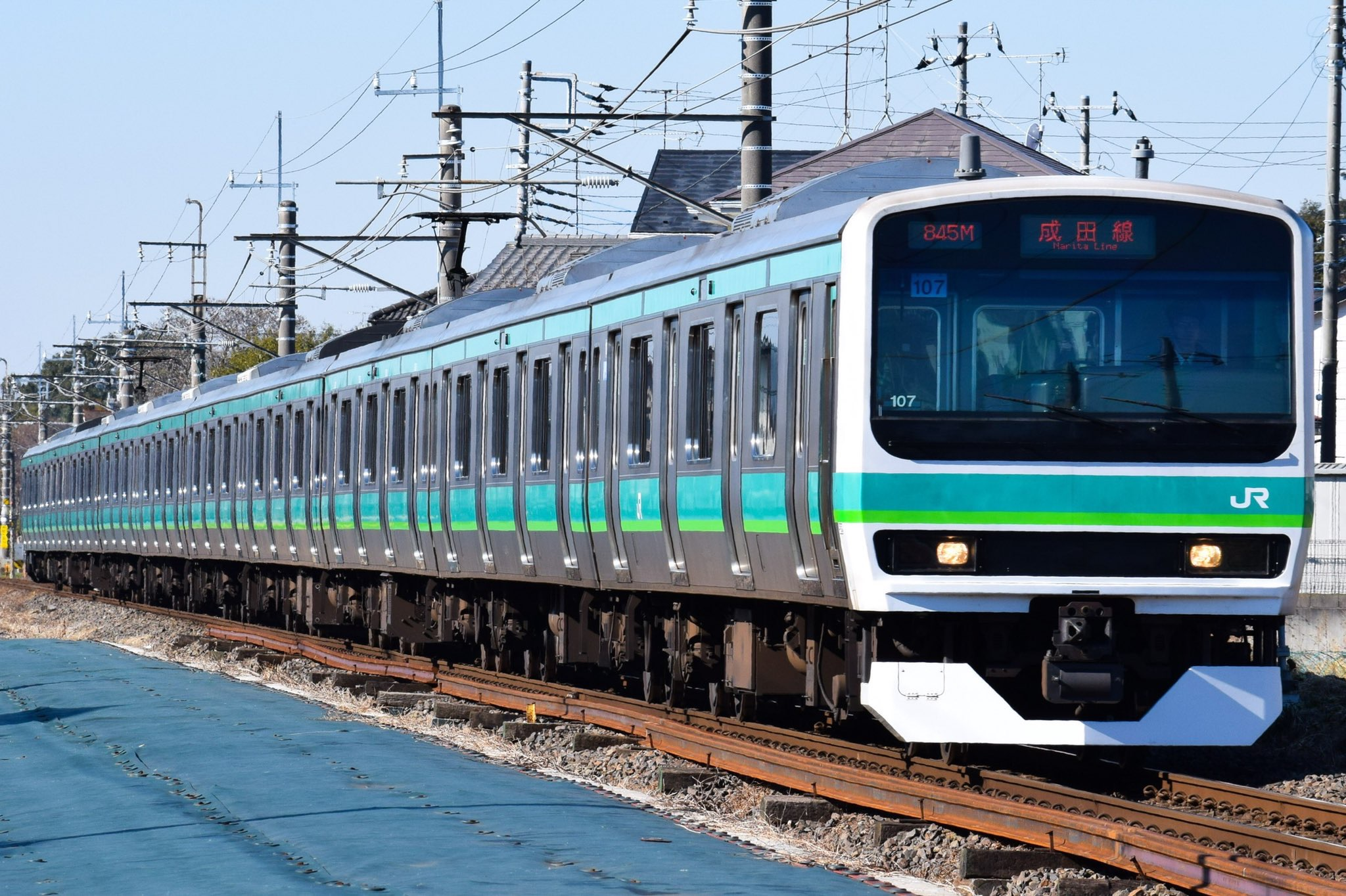
我孙子支线 E231系
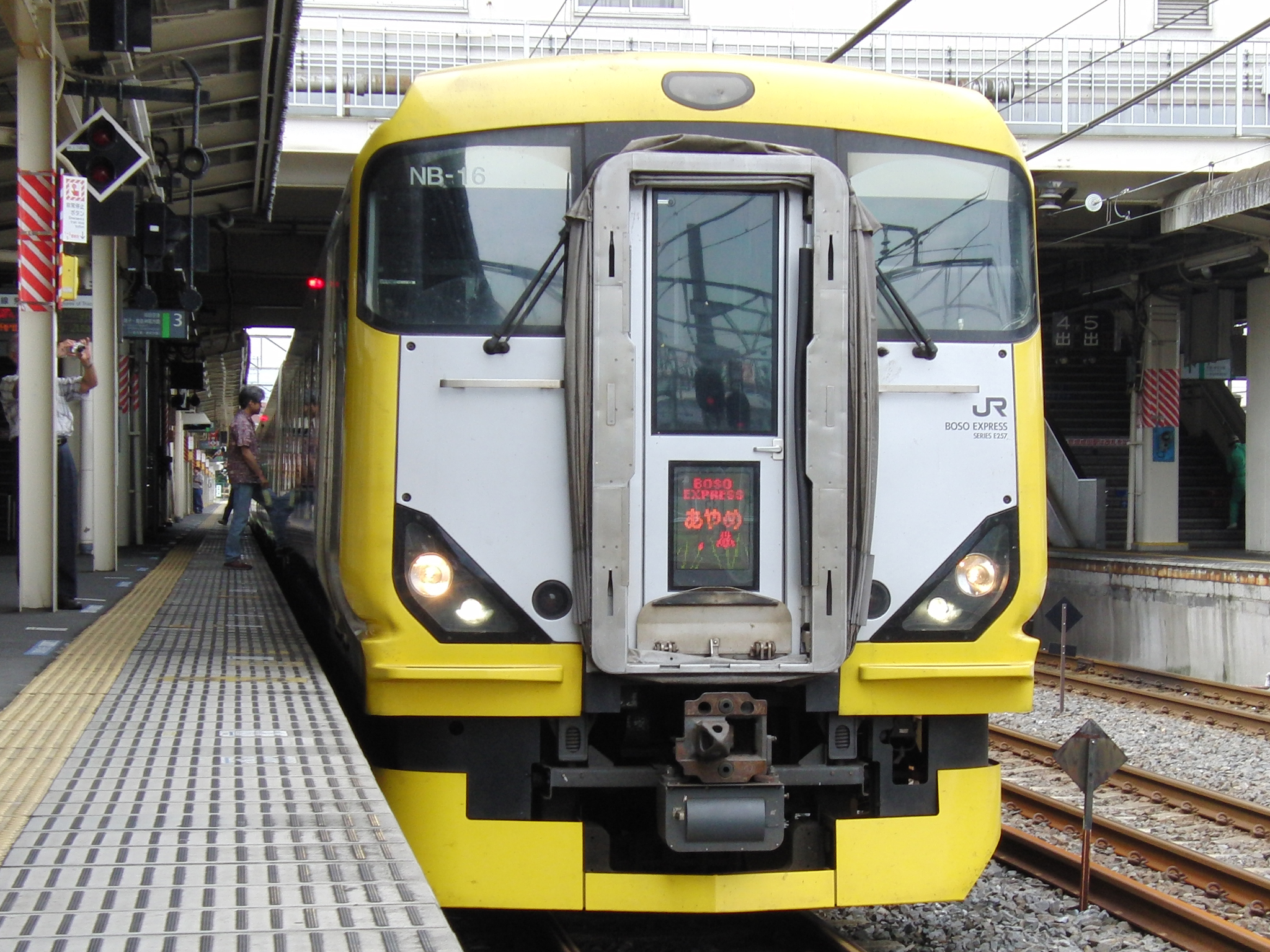
E257系500番台

### 过去使用车辆

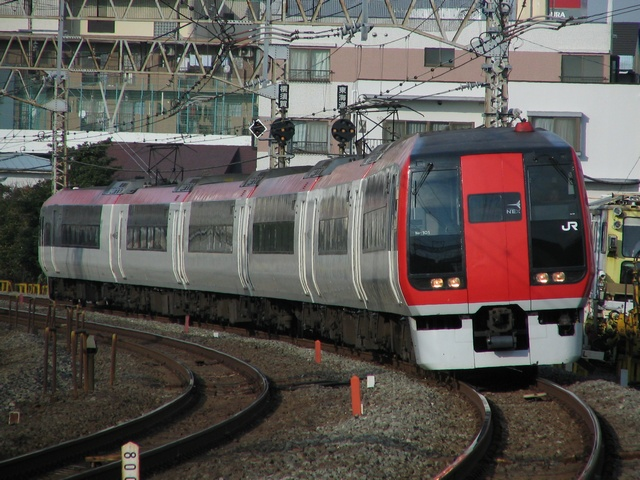
253系
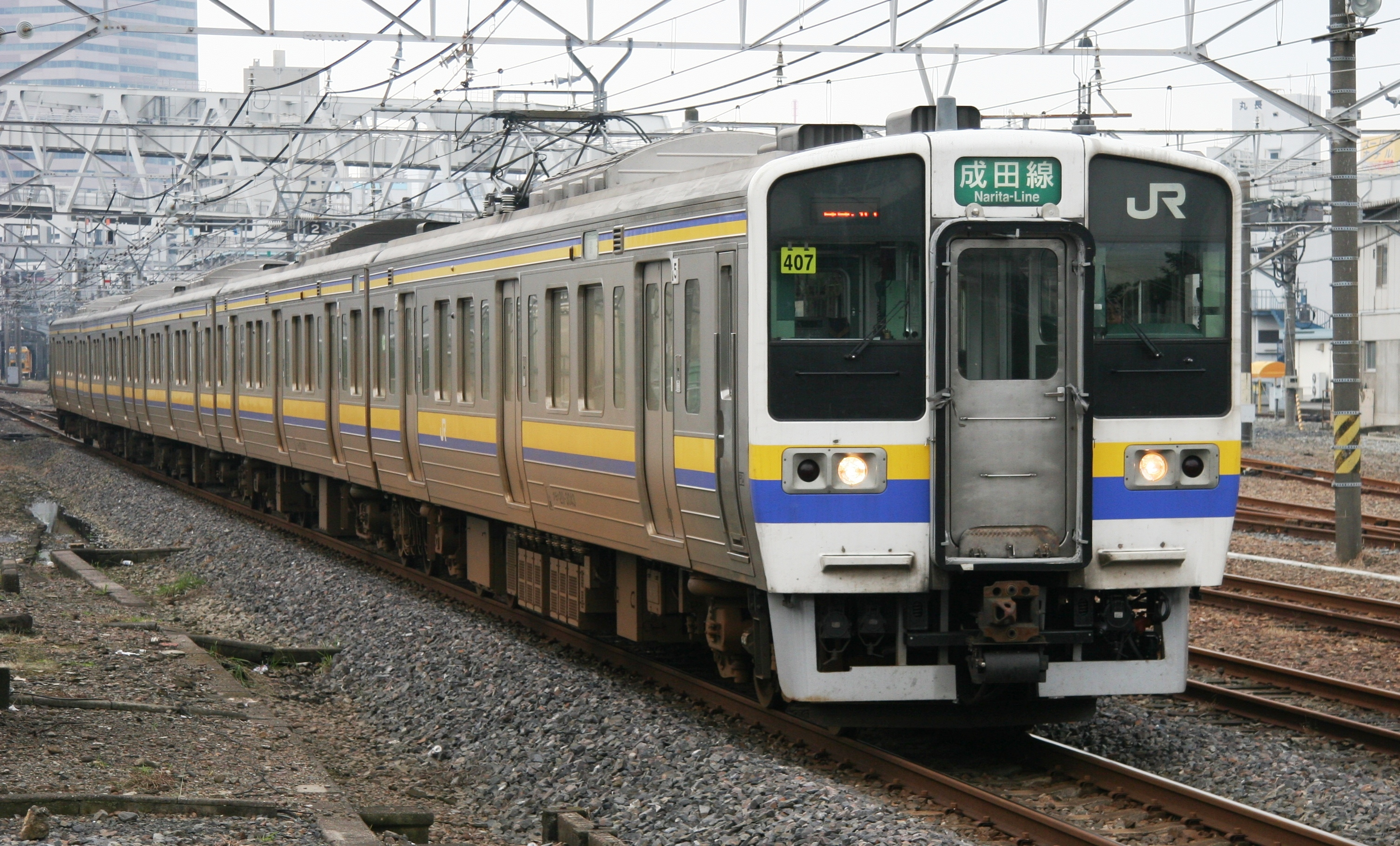
211系3000番台
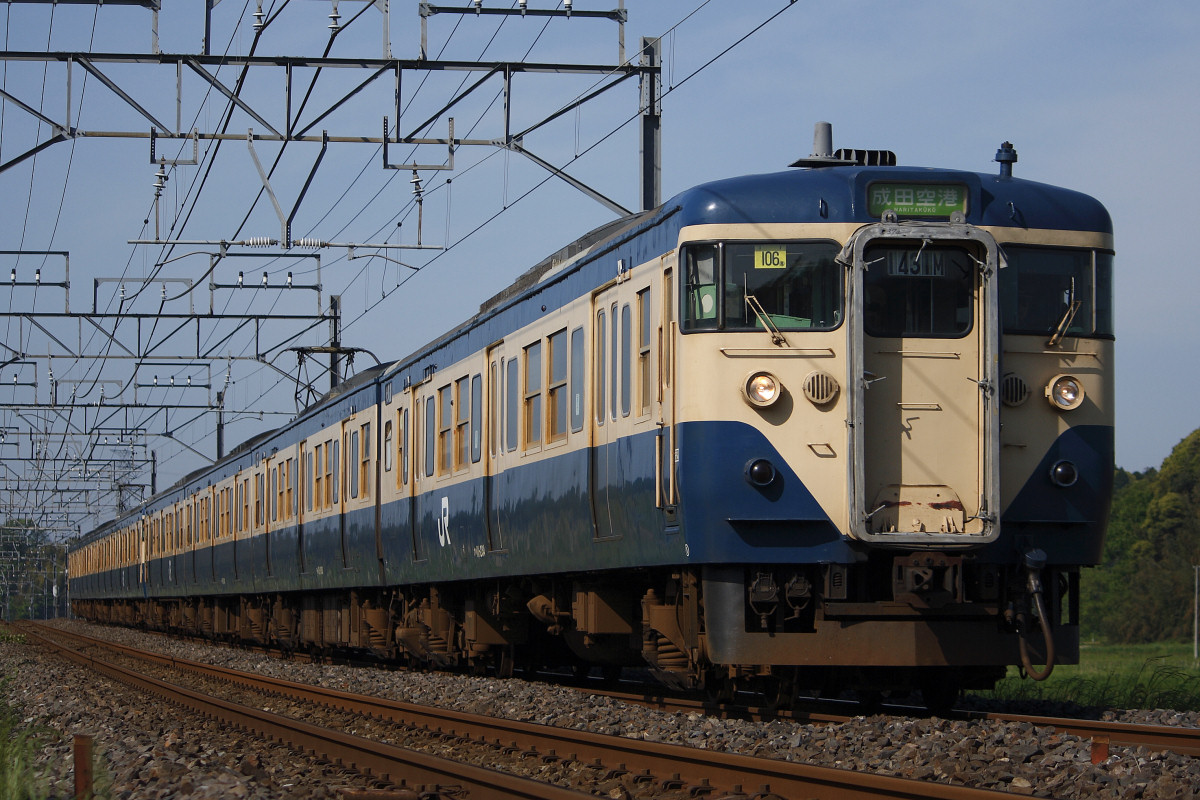
113系
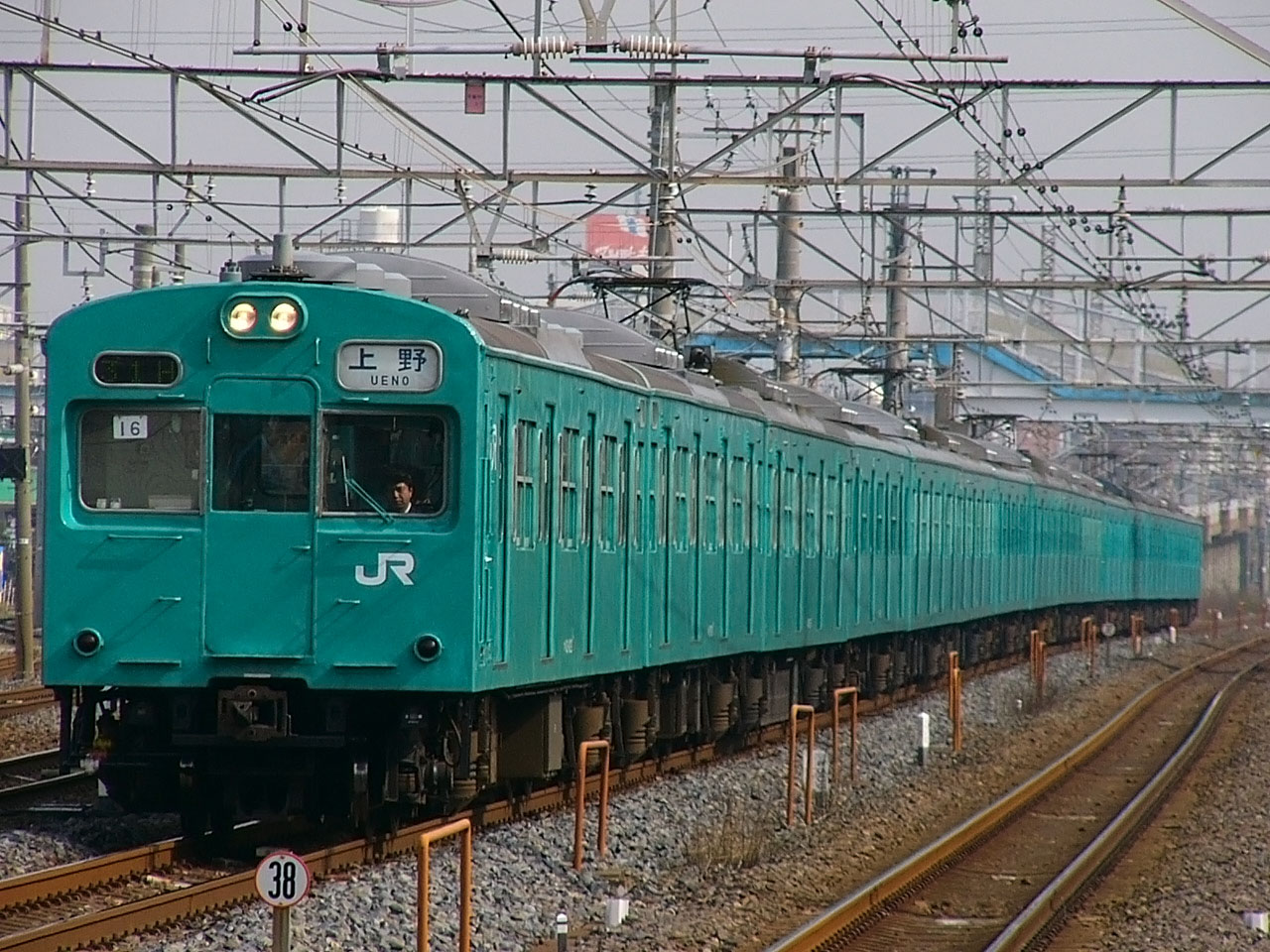
103系1000番台
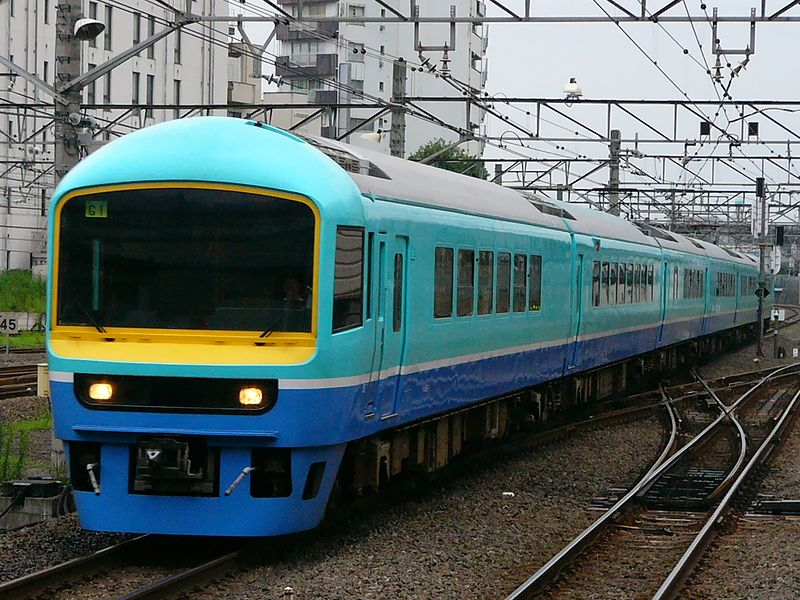
485系（新事物列车）

准急、急行、特急列车
- 电力动车组
  - 153系（运用于“水乡号”、“鹿岛号”）
  - 165系（运用于“水乡号”、“鹿岛号”）
  - 183系（运用于“绫子号”、“水合号”）
  - 253系（运用于成田特快，隶属镰仓车辆中心，2010年6月30日退出运营）

- 内燃动车组
  - KiHa 55系（运用于“总武号”、“水乡号”）
  - KiHa 58系（运用于“水乡号”）

普通、快速列车
- 电力动车组（1974年电化完成后）
  - 113系（隶属幕张车辆中心，在我孙子支线运营至1998年3月13日，在本线运营至2011年8月）
  - 211系3000番台（隶属幕张车辆中心，用于本线和机场支线的普通列车，直至2013年3月15日）
  - 103系（隶属松户车辆中心，1973年左右－2006年3月17日运用于我孙子支线）
  - 72系（1977年前使用）

- 内燃动车组（1974年电化完成前）
  - KiHa 35系、KiHa 45系、KiHa 20系、KiHa 17系

- 蒸汽机车、柴油机车牵引的旧型客车

临时列车
- 电力动车组
  - 485系（新事物列车，隶属幕张车辆中心）

- 253系
- 211系3000番台
- 113系
- 103系1000番台
- 485系（新事物列车）

## 車站列表
所有車站皆位於千葉縣内。
- 停車站
  - 普通：停靠所有車站
  - 快速、通勤快速：●停靠、｜通過
    - 往成田機場的快速列車是「機場成田號列車」。停車站與總武線直通快速相同。

  - 特急：參見「成田特快」「鳶尾」
- 軌道 … ∥：複線路段，◇、｜：單線路段（◇可進行列車交會），∨：單線，∧：終點（可進行交會）

### 本線
| 直通運行路段 | 直通運行路段 | 直通運行路段 | 直通運行路段 | 直通運行路段 | 直通運行路段 | 直通運行路段 | 直通運行路段 | 途經 總武快速線東京站直通至 橫須賀線久里濱站 | 途經 總武快速線東京站直通至 橫須賀線久里濱站                                       | 途經 總武快速線東京站直通至 橫須賀線久里濱站 | 途經 總武快速線東京站直通至 橫須賀線久里濱站 | 途經 總武快速線東京站直通至 橫須賀線久里濱站 | 途經 總武快速線東京站直通至 橫須賀線久里濱站 | 途經 總武快速線東京站直通至 橫須賀線久里濱站 | 途經 總武快速線東京站直通至 橫須賀線久里濱站 |
| 總武本線     | JO 28        | 千葉         |              |              | -            | 39.2         | 0.0          |                                              | ●                                                                                  | 東日本旅客鐵道： 總武線（快速）（JO28）（直通運行）、 總武線（各站停車）（JB39）、外房線、內房線 千葉都市單軌電車：1號線、2號線 京成電鐵： 千葉線（京成千葉：KS59） | ∥                                            | 千葉市中央區                                 |                                              |                                              |                                              |
| 總武本線     | JO 29        | 東千葉       |              |              | 0.9          | 40.1         | 0.9          |                                              | ｜                                                                                 | | ∥                                            | 千葉市中央區                                 |                                              |                                              |                                              |
| 總武本線     | JO 30        | 都賀         |              |              | 3.3          | 43.4         | 4.2          |                                              | ●                                                                                  | 千葉都市單軌電車：2號線 | ∥                                            | 千葉市若葉區                                 |                                              |                                              |                                              |
| 總武本線     | JO 31        | 四街道       |              |              | 3.5          | 46.9         | 7.7          |                                              | ●                                                                                  | | ∥                                            | 四街道市                                     |                                              |                                              |                                              |
| 總武本線     | JO 32        | 物井         |              |              | 4.2          | 51.1         | 11.9         |                                              | ●                                                                                  | | ∥                                            | 四街道市                                     |                                              |                                              |                                              |
| 總武本線     | JO 33        | 佐倉         |              |              | 4.2          | 55.3         | 16.1         | 0.0                                          | ●                                                                                  | 東日本旅客鐵道：總武本線（成東方向） | ∥                                            | 佐倉市                                       |                                              |                                              |                                              |
| 成田線本線   | JO 33        | 佐倉         |              |              | 4.2          | 55.3         | 16.1         | 0.0                                          | ●                                                                                  | 東日本旅客鐵道：總武本線（成東方向） | ∥                                            | 佐倉市                                       |                                              |                                              |                                              |
| JO 34        | 酒酒井       |              |              | 6.4          | 61.7         | 22.5         | 6.4          | ●                                            |                                                                                    | ∥ | 印旛郡酒酒井町                               |                                              |                                              |                                              |                                              |
| JO 35        | 成田         |              |              | 6.7          | 68.4         | 29.2         | 13.1         | ●                                            | 東日本旅客鐵道：我孫子支線、機場支線 京成電鐵： 本線、 東成田線 （京成成田：KS40） | ∥ | 成田市                                       |                                              |                                              |                                              |                                              |
|              | 成田線分岐點 |              | /            | 2.1          | 70.5         | 31.3         | 15.2         | ｜                                           | 實際與機場支線的分岐點                                                             | ∨ | 成田市                                       |                                              |                                              |                                              |                                              |
| JO 36        | 久住         |              |              | 4.8          | 75.3         | 36.1         | 20.0         | ●                                            |                                                                                    | ◇ | 成田市                                       |                                              |                                              |                                              |                                              |
| JO 37        | 滑河         |              |              | 5.5          | 80.8         | 41.6         | 25.5         | ●                                            |                                                                                    | ◇ | 成田市                                       |                                              |                                              |                                              |                                              |
| JO 38        | 下總神崎     |              |              | 6.1          | 86.9         | 47.7         | 31.6         | ●                                            |                                                                                    | ◇ | 香取郡神崎町                                 |                                              |                                              |                                              |                                              |
| JO 39        | 大戶         |              |              | 4.5          | 91.4         | 52.2         | 36.1         | ●                                            |                                                                                    | ◇ | 香取市                                       |                                              |                                              |                                              |                                              |
| JO 40        | 佐原         |              |              | 3.9          | 95.3         | 56.1         | 40.0         | ●                                            |                                                                                    | ◇ | 香取市                                       |                                              |                                              |                                              |                                              |
| JO 41        | 香取         |              |              | 3.6          | 98.9         | 59.7         | 43.6         | ●                                            | 東日本旅客鐵道：鹿島線（直通運行）                                                 | ◇ | 香取市                                       |                                              |                                              |                                              |                                              |
| JO 42        | 水鄉         |              |              | 3.9          | 102.8        | 63.6         | 47.5         |                                              |                                                                                    | ◇ | 香取市                                       |                                              |                                              |                                              |                                              |
| JO 43        | 小見川       |              |              | 5.2          | 108.0        | 68.8         | 52.7         |                                              |                                                                                    | ◇ | 香取市                                       |                                              |                                              |                                              |                                              |
| JO 44        | 笹川         |              |              | 5.0          | 113.0        | 73.8         | 57.7         |                                              |                                                                                    | ◇ | 香取郡東庄町                                 |                                              |                                              |                                              |                                              |
| JO 45        | 下總橘       |              |              | 5.2          | 118.2        | 79.0         | 62.9         |                                              |                                                                                    | ｜ | 香取郡東庄町                                 |                                              |                                              |                                              |                                              |
| JO 46        | 下總豐里     |              |              | 3.3          | 121.5        | 82.3         | 66.2         |                                              |                                                                                    | ◇ | 銚子市                                       |                                              |                                              |                                              |                                              |
| JO 47        | 椎柴         |              |              | 4.8          | 126.3        | 87.1         | 71.0         |                                              |                                                                                    | ◇ | 銚子市                                       |                                              |                                              |                                              |                                              |
| JO 48        | 松岸         |              |              | 4.4          | 130.7        | 91.5         | 75.4         |                                              | 東日本旅客鐵道：總武本線（八日市場方向）                                           | ◇ | 銚子市                                       |                                              |                                              |                                              |                                              |
| JO 48        | 松岸         | 總武本線     |              | 4.4          | 130.7        | 91.5         | 75.4         |                                              | 東日本旅客鐵道：總武本線（八日市場方向）                                           | ◇ | 銚子市                                       |                                              |                                              |                                              |                                              |
| JO 49        | 銚子         |              |              | 3.2          | 133.9        | 94.7         | 78.6         |                                              | 銚子電氣鐵道：銚子電氣鐵道線                                                       | ∧ | 銚子市                                       |                                              |                                              |                                              |                                              |

### 機場支線
| 車站編號 | 中文站名      | 日文站名 | 英文站名 | 站間營業距離 | 累計營業距離 | 累計營業距離 | 累計營業距離 | 快速 | 接續路線、備註                                                                  | 軌道 | 所在地 |
| 車站編號 | 中文站名      | 日文站名 | 英文站名 | 站間營業距離 | 千葉起計     | 佐倉起計     | 成田起計     | 快速 | 接續路線、備註                                                                  | 軌道 | 所在地 |
| -------- | ------------- | -------- | -------- | ------------ | ------------ | ------------ | ------------ | ---- | ------------------------------------------------------------------------------- | ---- | ------ |
| JO 35    | 成田          |          |          | -            | 29.2         | 13.1         | 0.0          | ●    | 東日本旅客鐵道：成田線、我孫子支線 京成電鐵： 本線、東成田線 （京成成田：KS40） | ∥    | 成田市 |
|          | 成田線分岐點  |          | /        | 2.1          | 31.3         | 15.2         | 2.1          | ｜   | 實際與本線的分岐點                                                              | ∨    | 成田市 |
|          | 堀之內信號場  |          | /        | -            | -            | -            | -            | ｜   |                                                                                 | ◇    | 成田市 |
| JO 50    | 機場第2候機樓 |          |          | 7.7          | 39.0         | 22.9         | 9.8          | ●    | 京成電鐵： 本線、 成田機場線（成田Sky Access）（KS41）                          | ｜   | 成田市 |
| JO 51    | 成田機場      |          |          | 1.0          | 40.0         | 23.9         | 10.8         | ●    | 京成電鐵： 本線、 成田機場線（成田Sky Access）（KS42）                          | ∧    | 成田市 |

1. ↑  內房線的正式起點為外房線蘇我站，但所有普通列車均在千葉站到發
2. ↑  鹿島線的正式起點為香取站，但所有列車均會直通至佐原站，一部分更會直通至千葉方向

- ※：松岸車站 - 銚子車站間是總武本線

### 我孫子支線
- 我孫子支線內除臨時列車外，所有列車停靠所有車站
- 全線單線，所有車站均可進行列車交會

| 中文站名     | 日文站名     | 英文站名     | 站間營業距離 | 累計營業距離 | 接續路線                                                                       | 所在地                                                           |
| ------------ | ------------ | ------------ | ------------ | ------------ | ------------------------------------------------------------------------------ | ---------------------------------------------------------------- |
| 直通運行路段 | 直通運行路段 | 直通運行路段 | 直通運行路段 | 直通運行路段 | 途經 常磐線（快速）上野站、上野東京線東京站直通至 東海道線品川站               | 途經 常磐線（快速）上野站、上野東京線東京站直通至 東海道線品川站 |
| 我孫子       |              |              | -            | 0.0          | 東日本旅客鐵道： 常磐快速線（直通運行）（JJ08）、 常磐緩行線（JL30）           | 我孫子市                                                         |
| 東我孫子     |              |              | 3.4          | 3.4          |                                                                                | 我孫子市                                                         |
| 湖北         |              |              | 2.9          | 6.3          |                                                                                | 我孫子市                                                         |
| 新木         |              |              | 2.6          | 8.9          |                                                                                | 我孫子市                                                         |
| 布佐         |              |              | 3.2          | 12.1         |                                                                                | 我孫子市                                                         |
| 木下         |              |              | 1.9          | 14.0         |                                                                                | 印西市                                                           |
| 小林         |              |              | 4.3          | 18.3         |                                                                                | 印西市                                                           |
| 安食         |              |              | 4.9          | 23.2         |                                                                                | 印旛郡榮町                                                       |
| 下總松崎     |              |              | 4.6          | 27.8         |                                                                                | 成田市                                                           |
| 成田         |              |              | 5.1          | 32.9         | 東日本旅客鐵道：成田線、機場支線 京成電鐵： 本線、 東成田線 （京成成田：KS40） | 成田市                                                           |

### 廢除信號場
- 本佐倉信號場：1986年2月24日廢除，佐倉站－酒酒井站間（佐倉站起計4.0公里）
- 並木信號場：1986年2月24日廢除，酒酒井站－成田站間（佐倉站起計10.0公里）
- 根古屋信號場（日语：根古屋信号場 (JR東日本)）：2009年3月14日廢除，成田站－機場第2大樓站間（成田站起計5.3公里）

### 過去的接續路線
- 成田站：
  - 多古線（日语：成田鉄道多古線） - 1946年10月9日廢除
  - 成田鐵道宗吾線（日语：成宗電気軌道）（成田站前） - 1944年12月11日廢除

## 備註
1. ↑  若只限屬於成田線的車站，排除屬於總武本線的佐倉站、松岸站與屬於常磐線的我孫子站[2]則為24個。
2. ↑  與總武本線相對，被稱為「松岸線」。
3. ↑  國鐵分割民營化時，當時的運輸省提出的基本事業計劃中，有「自佐倉至松岸以及自成田分岔至我孫子」的线路，记载了从佐倉至松岸线路的支線。另外，國土交通省監修的《鐵道要覽》，依次记载了佐倉－松岸、成田－我孫子、成田－成田線分岔點、成田線分岔點－成田機場（第2種開業線）的线路。
4. ↑  编入东京近郊区间以前，对于佐仓站至松岸站间的车费计算，无论是按照经由总武本线还是经由成田线出票，均视作能够选择任一径路的选择乘车。
5. ↑  名称来源于“上总国”、“下总国”和“武藏国”三者。1907年根据铁道国有法收购国有化，成为官设铁道的总武本线。
6. ↑  然而并没有覆盖铫子街道木下－滑川段经过的利根川沿岸地区。

## 外部連結
- 成田線活性化推進協議会 （页面存档备份，存于）
- 総武・房総路線図PDF - 東日本旅客鉄道千葉支社
- 曽根悟（監修） 著、朝日新聞出版分冊百科編集部 編 『週刊 歴史でめぐる鉄道全路線 国鉄・JR』 26号 総武本線・成田線・鹿島線・東金線、朝日新聞出版〈週刊朝日百科〉、2010年1月17日、21-23頁。